# Hussein Arnus

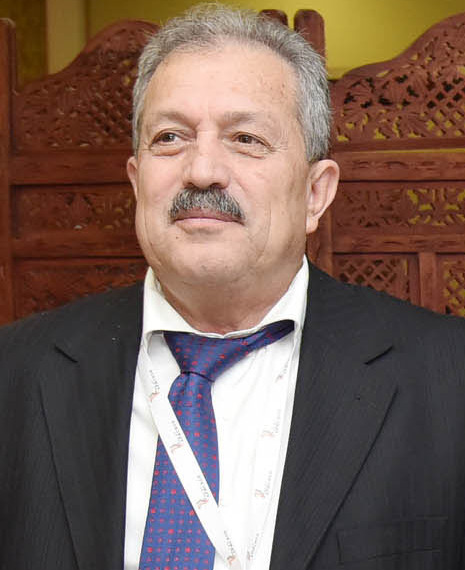
Hussein Arnous, 2016

Hussein Arnus (arabisch حسين عرنوس, DMG Ḥusain ʿArnūs; * 1953 in Al-Tah, Gouvernement Idlib) ist ein syrischer Politiker und war zwischen dem 11. Juni 2020 und dem 23. September 2024 Ministerpräsident Syriens.

## Leben
Arnus schloss sein Studium an der Universität Aleppo ab. Anschließend arbeitete er mit einem Verbund von Ingenieuren in Idlib.
Von 2013 bis 2018 war Arnus Minister für öffentliche Arbeit und Wohnungsbauen. Seit 26. November 2018 war er Minister für Wasserressourcen. 
Nachdem der vorherige Ministerpräsident Syriens, Emad Chamis, inmitten einer Wirtschaftskrise vom syrischen Präsidenten Baschar al-Assad entlassen wurde, wurde Arnus am 11. Juni 2020 zum neuen Ministerpräsident Syriens ernannt. Am 31. August wurde er von al-Assad offiziell im Amt des Ministerpräsidenten Syriens bestätigt.
Am 14. September 2024 erließ der syrische Präsident Baschar al-Assad ein Dekret, in dem er Mohammad Ghazi al-Dschalali mit der Bildung einer neuen Regierung in Syrien beauftragte. Dieser trat sein Amt am 23. September 2024 an.

## Sonstiges
2014 wurde Arnus in die Liste der syrischen Regierungsmitglieder mit Einreiseverbot in die Europäische Union oder die USA aufgenommen.